# ستيوارت ويلش
ستيوارت ويلش (بالإنجليزية: Stuart Welch)‏ هو مجدف أسترالي، ولد في 15 نوفمبر 1977 في سيدني في أستراليا.

## وصلات خارجية
- ستيوارت ويلش على موقع الاتحاد الدولي للتجديف (الإنجليزية)
- ستيوارت ويلش على موقع اللجنة الأولمبية الدولية (الإنجليزية)
- ستيوارت ويلش على موقع أوليمبيديا (الإنجليزية)